# 56P/Slaughter-Burnham
56P/Slaughter-Burnham – kometa krótkookresowa, należąca do rodziny Jowisza.

## Odkrycie
Kometa została odkryta 27 stycznia 1959 roku przez Charlesa D. Slaughtera i Roberta Burnhama w Lowell Observatory (Flagstaff w Arizonie). W nazwie znajdują się zatem nazwiska odkrywców.

## Orbita komety i właściwości fizyczne
Orbita komety 56P/Slaughter-Burnham ma kształt elipsy o mimośrodzie 0,5. Jej peryhelium znajduje się w odległości 2,51 au, aphelium zaś 7,66 au od Słońca. Jej okres obiegu wokół Słońca wynosi 11,47 roku, nachylenie do ekliptyki to wartość 8,15˚.
Jądro tej komety ma rozmiary 3,12 km.